# 해월암
해월암(海月庵)은 대한민국 전북특별자치도 임실군에 있는, 고려 공민왕 원년(1352)에 해경대사와 월산대사가 세운 절이다. 1984년 4월 1일 전라북도의 문화재자료 제24호로 지정되었다.

## 참고 자료
- 해월암 - 국가유산청 국가유산포털